# Khelari
Khelari é uma vila no distrito de Ranchi, no estado indiano de Jharkhand.

## Demografia
Segundo o censo de 2001, Khelari tinha uma população de 18 699 habitantes. Os indivíduos do sexo masculino constituem 53% da população e os do sexo feminino 47%. Khelari tem uma taxa de literacia de 59%, inferior à média nacional de 59,5%: a literacia no sexo masculino é de 69% e no sexo feminino é de 49%. Em Khelari, 14% da população está abaixo dos 6 anos de idade.